# Delligsen
Delligsen is een vlek (Duits: Flecken) en gemeente in de Duitse deelstaat Nedersaksen, gelegen in het Landkreis Holzminden. De gemeente telt 7.726 inwoners. Een naburige stad is Holzminden.

## Indeling van de gemeente
De Flecken Delligsen bestaat uit:
| Plaats      | Bevolking | Opmerkingen                                                                                             |
| ----------- | --------- | --- |
| Ammensen    | 374       | In het zuiden; hoogte t.o.v. zeeniveau 185–205 meter                                                    |
| Delligsen   | 3.5090    | zetel van het gemeentebestuur; hoogte t.o.v. zeeniveau 191 meter                                        |
| Grünenplan  | 2.2940    | Staatlich anerkannter Erholungsort in het noordwesten; hoogte t.o.v. zeeniveau 172–250 meter            |
| Hohenbüchen | 426       | in het uiterste noorden van de gemeente; hoogte t.o.v. zeeniveau 162–205 meter, nabij de heuvel Reuberg |
| Kaierde     | 825       | in het zuidwesten; hoogte t.o.v. zeeniveau 150–175 meter                                                |
| Varrigsen   | 294       | in het zuidoosten; hoogte t.o.v. zeeniveau 140–175 meter.                                               |
| TOTAAL:     | 7.7220    | |

Bron bevolkingscijfer, volgens iets afwijkende manier van tellen: webpagina gemeente Flecken Delligsen. Peildatum: 31 december 2021.
Het hoogste punt van de gemeente ligt in de bergrug Hils, die deel uitmaakt van het Leinebergland. Het is tot de 480 meter boven zeeniveau oprijzende berg Bloße Zelle. In deze bergrug liggen om de gemeente Delligsen heen twee gemeentevrije gebieden. Deze uit bos bestaande zones zijn onbewoond. In het noorden grenst de gemeente aan Duingen (Samtgemeinde Leinebergland), Alfeld en Freden (alle gelegen in de Landkreis Hildesheim).

## Infrastructuur
De gemeente ligt aan de van noord (Hannover) naar zuid (Göttingen) lopende Bundesstraße 3, die langs de oostrand van de plaats Delligsen loopt. Dit is de enige verkeersweg van betekenis in de gemeente.
Door de gemeente Delligsen lopen geen spoorlijnen (meer). Er rijdt op werkdagen tot 20.00 ieder uur één bus van Grünenplan via Delligsen naar Alfeld v.v.; op zaterdag rijdt deze bus 7 x per dag, op zondagen 4 x.

## Bezienswaardigheden
- Het natuurschoon in de bergrug Hils (zie: Ith), onderdeel van het Leinebergland
- Het glasmuseum van Grünenplan, dat samenwerkt met dat te Boffzen

## Geschiedenis en economie

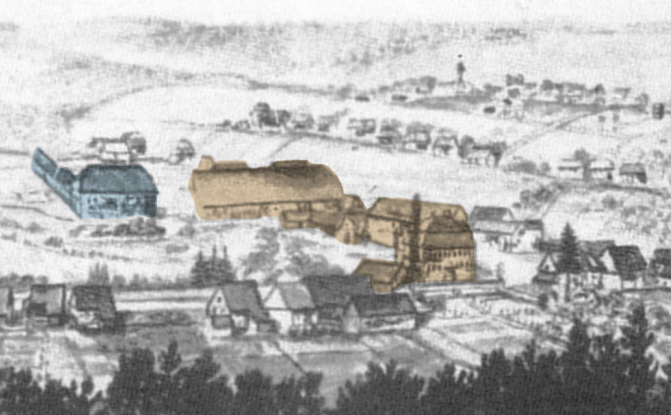
Spiegelglashütte auf dem Grünen Plan (1860)

De oudste vermelding van Delligsen (Disaldishusen) dateert van het jaar 850 en betreft een document in het archief van de abdij van Corvey.
In 1771 verwierf Delligsen marktrecht en is sedertdien een vlek, een nederzetting met een status tussen dorp en stad in.
Van 1736 tot 1984 waren onder de naam FCH-Friedrich-Carl-Hütte diverse, elkaar in de late 19e en 20e eeuw na faillissementen opvolgende, ondernemingen gevestigd te Delligsen.  In de 18e en 19e eeuw was hier sprake van mijnbouw van zowel steenkool als ijzererts. Tot aan de Tweede Wereldoorlog alleen steenkoolmijnbouw en het maken van diverse ijzeren producten. Deze laatste activiteit eindigde met het laatste bankroet in 1984.
Grünenplan heeft een traditie van glasfabricage, die tot het jaar 1744 (Spiegelglashütte auf dem Grünen Plan, later: firma Koch) teruggaat. Tot op de huidige dag staan er tegenover elkaar twee glasfabrieken, geëxploiteerd door het concern Schott AG, die vensterglas en speciaal, zeer dun glas produceren. De omvang van deze industrie is echter tot aan de Tweede Wereldoorlog veel omvangrijker geweest (enige duizenden arbeidsplaatsen) dan daarna. Toch is Schott AG de grootste werkgeefster en de belangrijkste onderneming in de gemeente.
De gemeente werd in de Hitler-tijd berucht, omdat er tussen 1933 en 1945 in werkkampen veel dwangarbeiders te werk werden gesteld. Er was zelfs een van de beruchte Arbeitserziehungslager gevestigd. In zo'n strafkamp waren de leef- en werkomstandigheden voor de gevangenen nagenoeg even onmenselijk als in een concentratiekamp.
Het voormalige kasteel Düsterntal, tegenwoordig; Schloss Delligsen, ligt in de bossen enkele kilometers ten zuiden van Delligsen. Er is een instelling voor maatschappelijk werk in gevestigd, die o.a. zorg biedt aan verslaafden.
Aan de noordoostrand van Kaierde, aan de beek Wispe, bestaat sedert 1874 een middelgrote kartonfabriek.
In januari 2021 kwam Grünenplan in het nieuws doordat in de bossen bij het dorp een Euraziatische lynx is waargenomen, een van de eerste waarnemingen van dit dier in het Wezerbergland.

## Afbeeldingen

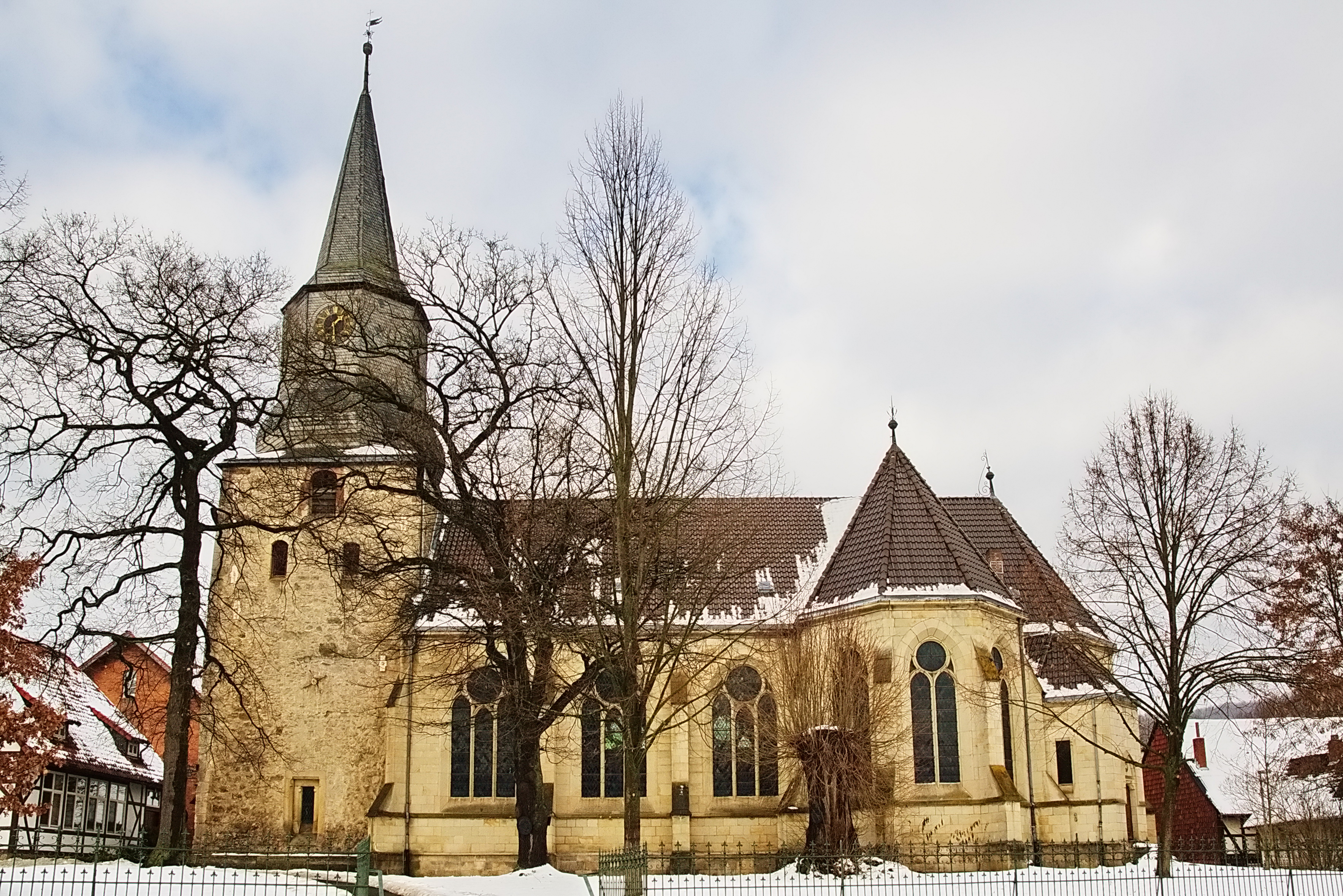
Evang.-lutherse Sint-Joriskerk, Delligsen (1890; kerktoren gedeeltelijk middeleeuws)
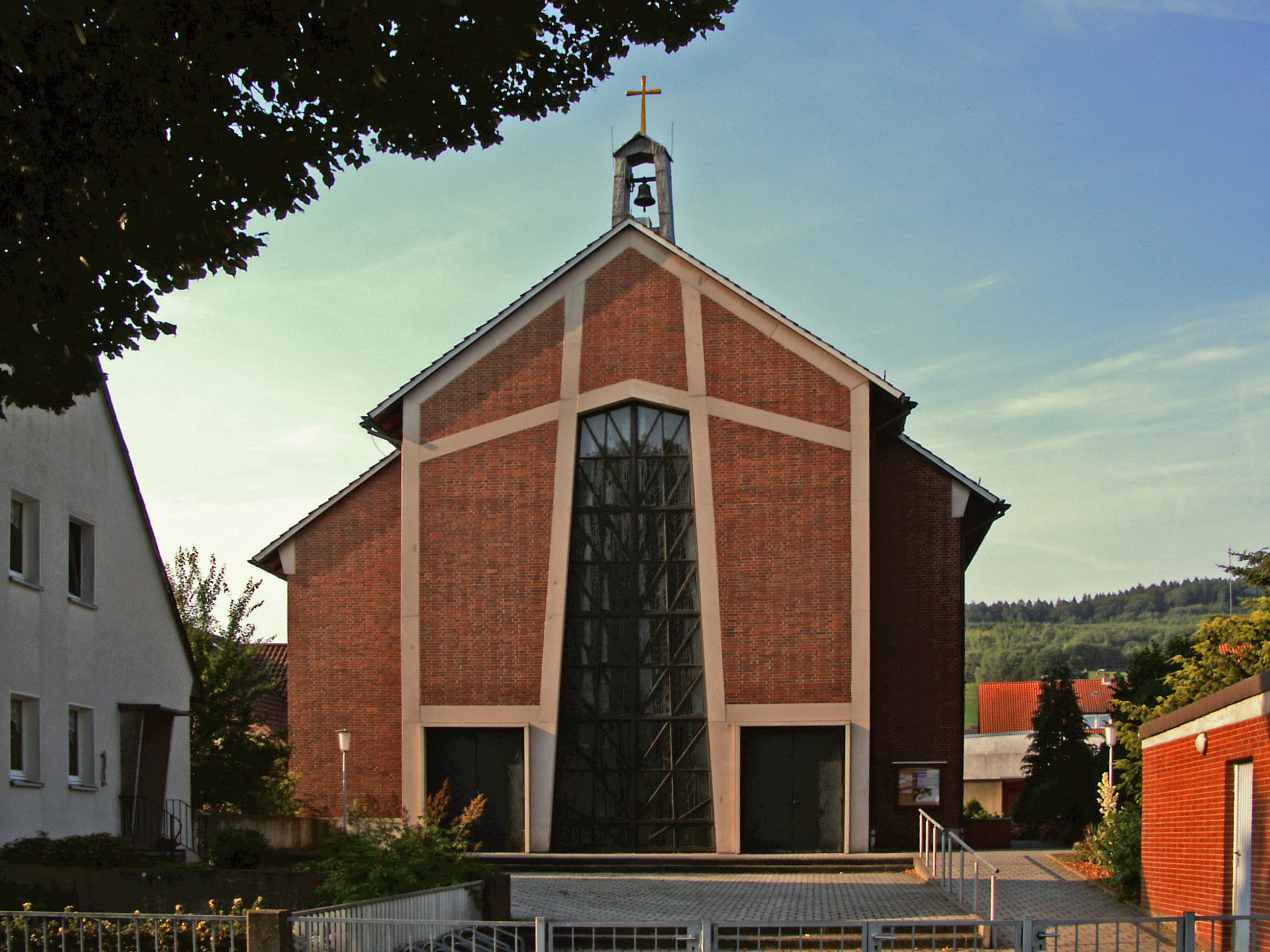
R.K. St. Jozefkerk (1958)
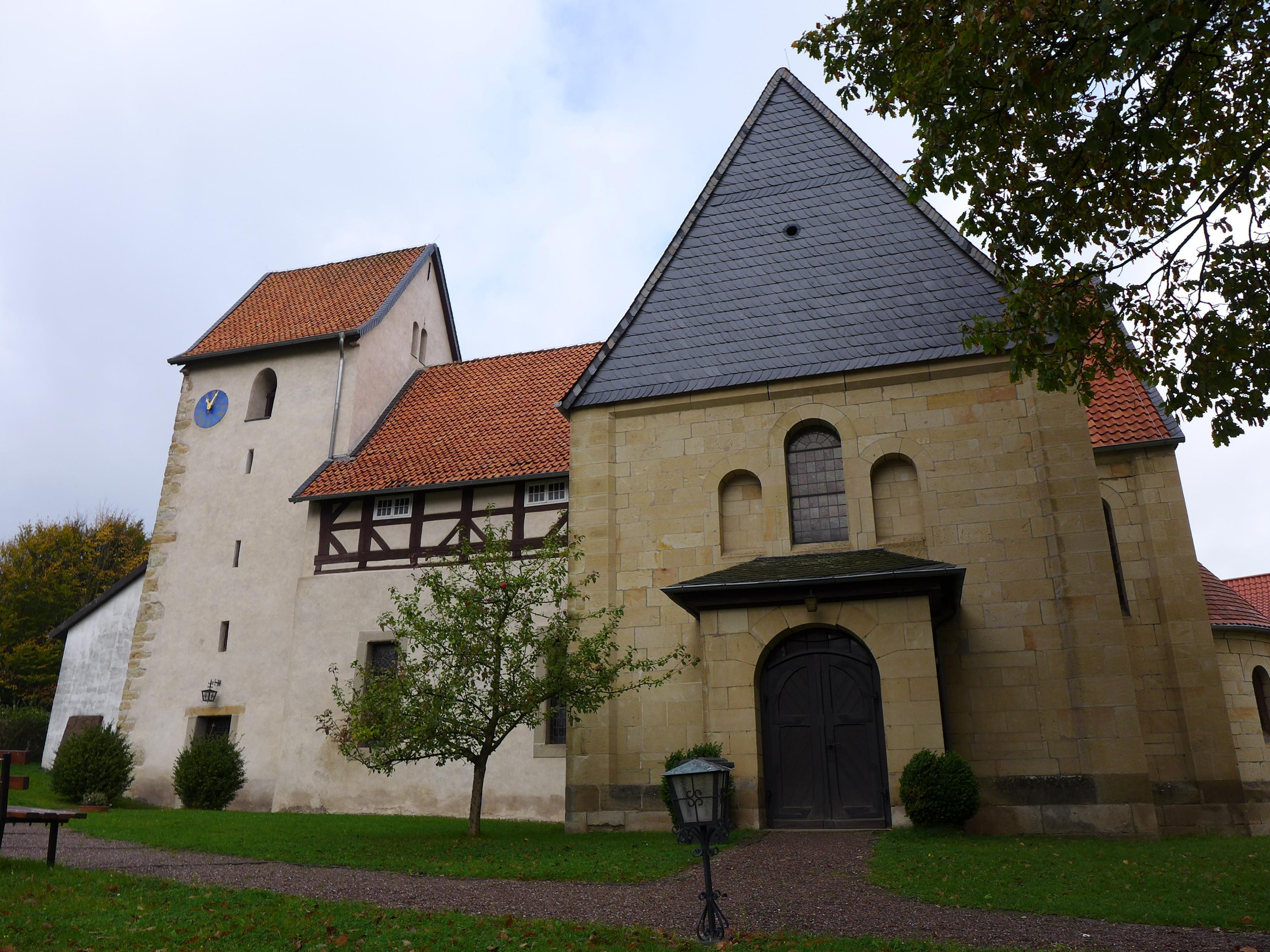
Oude dorpskerk te Kaierde

## Partnersteden
De gemeente Delligsen onderhoudt partnerschappen met:
- Grodzisk Wielkopolski, Polen, jumelage sedert 2001
- Merksplas, België, jumelage sedert 2011
- Gatersleben, Saksen-Anhalt, Städtefreundschaft sedert 1990

- Gemeinsame Normdatei: 4297261-9
- Library of Congress Control Number: n92061888
- Nationale Bibliotheek van Israël: 987007530970005171
- Virtual International Authority File: 131492312
- WorldCat: E39PBJkdpFwcxvkj4JCpHqChHC

Arholzen · 
Bevern · 
Bodenwerder · 
Boffzen · 
Brevörde · 
Deensen · 
Delligsen · 
Derental · 
Dielmissen · 
Eimen · 
Eschershausen · 
Fürstenberg · 
Golmbach · 
Halle · 
Hehlen · 
Heinade · 
Heinsen · 
Heyen · 
Holenberg · 
Holzen · 
Holzminden · 
Kirchbrak · 
Lauenförde · 
Lenne · 
Lüerdissen · 
Negenborn · 
Ottenstein · 
Pegestorf · 
Polle · 
Stadtoldendorf · 
Vahlbruch · 
Wangelnstedt